# Cynorkis madagascarica
Cynorkis madagascarica là một loài thực vật có hoa trong họ Lan. Loài này được (Schltr.) Hermans mô tả khoa học đầu tiên năm 2007.